# Sympherobius innoceus
Sympherobius innoceus är en insektsart som beskrevs av Steinmann 1965. Sympherobius innoceus ingår i släktet Sympherobius och familjen florsländor. Inga underarter finns listade i Catalogue of Life.